# Philematium virens
Philematium virens es una especie de escarabajo longicornio del género Philematium, tribu Callichromatini, subfamilia Cerambycinae. Fue descrita científicamente por Linné en 1758.

## Descripción
Mide  milímetros de longitud.

## Distribución
Se distribuye por Botsuana, Kenia, Madagascar, Mozambique, Sudáfrica, Tanzania y Zambia.